# سکه‌های کوشانی ساسانی

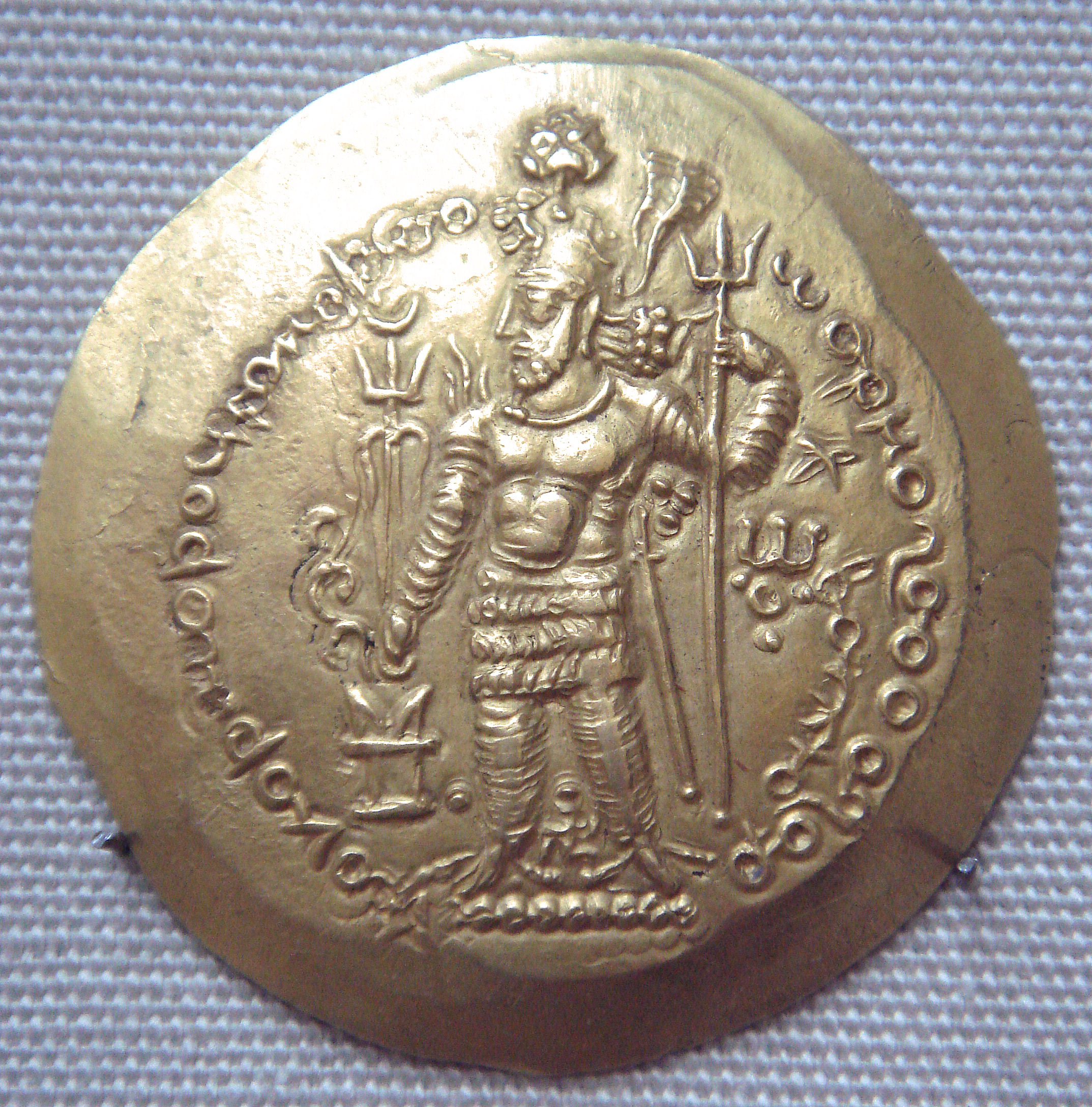
هرمز یکم در یک سکه کوشانی ساسانی

سکه‌های کوشانی ساسانی اصطلاحی است که در مورد سکه‌های ضرب شده در زمان حکومت ساسانیان بر کوشانشهر بکار می‌رود. برای نخستین بار به سال ۲۶۲ میلادی شاپور یکم (دوران پادشاهی ۲۴۱–۲۷۲) در کتیبهٔ خود در کعبه زرتشت از کشور کوشان نام برده و خاطر نشان کرده‌است که کوشان شهر و همهٔ سرزمین‌ها تا پیشاور یا پیرو ایران یا خراج‌گذار او بودند. در اواسط دههٔ ششم از سده سوم میلادی نواحی جدیدی در شرق ایران تمام و کمال به ایران پیوستند و عنوان شاه «سکستان، تورنستان و هند تا کرانهٔ دریا» تا سال ۳۱۲ میلادی چون عنوان واحدی برای فرمانروایان ساسانی در شرق باقی ماند. هرتسفلد آغاز تسخیر سرزمین‌های شرق از سوی ساسانیان را مربوط به روزگار اردشیر یکم و سقوط کامل دولت برزگ کوشان و ضمیمه شدن این سرزمین‌ها به شاهنشاهی ساسانی را مربوط به پادشاهی شاپور یکم دانست. به نظر او شاهنشاهان ایران هرمزد اردشیر (به هنگام شاهنشاهی شاپور یکم)، بهرام یکم (به هنگام شاهنشاهی هرمز یکم)، بهرام دوم (به هنگام شاهنشاهی بهرام یکم) عنوان «بزرگ کوشانشاه» داشتند و سکه‌های کوشانی–ساسانی را رواج دادند.
آغاز ضرب این سکه‌های توسط بیشتر پژوهشگران دوران پادشاهی هرمز دوم (دوران پادشاهی ۳۰۲–۳۱۰) دانسته می‌شود. مبنای این نظر سکه‌ای یک دیناری است که بر روی آن تصویر فرمانروا با کلاهی همانند سرشیر که گل نیلوفر بر آن نصب شده‌است، دیده می‌شود. بر روی سکه نوشته شده «بغ اهورا مزداپرست، خدایگان هرمز، شاهنشاه بزرگ کوشان» بر پشت سکه، منظرهٔ تاج بخشی از سوی ایزد کنار آتشدان تصویر شده‌است. فرمانروا با همان کلاهی است که بر روی سکه تصویر شده‌است. نوشتهٔ پشت سکه همان تکرار روی سکه است با این فرق که بر بالای آتشدان نام محل ضرب سکه مرو نوشته شده‌است. لازم به تذکر است که در تفسیر «هرمز، شاهنشاه بزرگ کوشان» و نسبت دادن آن به هرمز دوم اختلاف وجود دارد. گوبل در آخرین کتاب خود مدعی شده‌است که نام فرمانروایی که بر نخستین سکه آمده از نوع سکایی است و باید پیروز خوانده شود و چنین پنداشته که پیروز یعنی فاتح که عنوان شاپور یکم بوده‌است و این سکه‌ها از سوی این پادشاه رایج شده‌است. هرتسفلد عقیده دارد که عنوان «شاه کوشان» در اوایل پادشاهی ساسانیان چیزی همانند عنوان شاهزادهٔ ولز بوده‌است.
شاپور یکم کوشان را به قلمرو خود درآورد و از آن پس تا دوران بهرام دوم که هیاطله (هفتالیان) در آن حدود غلبه یافتند، یک ایالت ایران گشت.
سکه‌های معروف به سکه‌های کوشانی–ساسانی یا سکایی–ساسانی که از طرف نواب سلطنت قسمت شرقی دولت ایران (خراسان) ضرب شده، حاکی از اینست که تا زمان بهرام دوم این ایالت بزرگ در زیر فرمان یکی از شاهزادگان خانوادهٔ سلطنتی ملقب به کوشانشاه بوده‌است.
روزگار فرمانروایی بهرام چهارم «بزرگ کوشانشاه» در شرق دوران ثبات نسبی مرزهای شرقی ایران بود. پیکار با هفتالیان از اواخر پادشاهی بهرام پنجم (بهرام گور) (دوران پادشاهی ۴۲۱–۴۳۹) آغاز شد و به هنگام پادشاهی یزدگرد دوم رویدادهای شرق شدت یافت و یزدگرد به علت درگیری در جنگ‌های دیگر به پیروزی کامل دست نیافت. فرزند یزدگرد دوم هرمز سوم و به ویژه پیروز یکم در پیکار بخاطر تاج و تخت ایران به ویژه به هفتالیان تکیه داشتند. نام هرمز و پیروز در آخرین انواع سکه‌های کوشانی-ساسانی دیده شده‌است.